# MC Fitti/Diskografie
Diese Diskografie ist eine Übersicht über die musikalischen Werke des deutschen Rappers MC Fitti. Seine erfolgreichste Veröffentlichung ist das Debütalbum #Geilon, das Rang zwei der deutschen Albumcharts erreichte.

## Alben

### Studioalben
| Jahr | Titel Musiklabel                                               | Höchstplatzierung, Gesamtwochen, AuszeichnungChartplatzierungen (Jahr, Titel, Musiklabel, Platzierungen, Wochen, Auszeichnungen, Anmerkungen) | Höchstplatzierung, Gesamtwochen, AuszeichnungChartplatzierungen (Jahr, Titel, Musiklabel, Platzierungen, Wochen, Auszeichnungen, Anmerkungen) | Höchstplatzierung, Gesamtwochen, AuszeichnungChartplatzierungen (Jahr, Titel, Musiklabel, Platzierungen, Wochen, Auszeichnungen, Anmerkungen) | Anmerkungen                              |
| Jahr | Titel Musiklabel                                               | DE | AT | CH | Anmerkungen                              |
| ---- | -------------------------------------------------------------- | --- | --- | --- | ---------------------------------------- |
| 2013 | #Geilon auch bekannt als: Übelst #Geilon Styleheads Music (GA) | DE2 (11 Wo.)DE | — | — | Erstveröffentlichung: 5. Juli 2013       |
| 2014 | Peace Styleheads Music (GA)                                    | DE9 (3 Wo.)DE | — | — | Erstveröffentlichung: 19. September 2014 |
| 2021 | Graffiti Blue Lion Records (BLR)                               | — | — | — | Erstveröffentlichung: 27. August 2021    |

### EPs
| Jahr | Titel Musiklabel                    | Anmerkungen                         |
| ---- | ----------------------------------- | ----------------------------------- |
| 2020 | Autoscooter Blue Lion Records (BLR) | Erstveröffentlichung: 20. März 2020 |

## Singles

### Als Leadmusiker
| Jahr | Titel Album                                      | Höchstplatzierung, Gesamtwochen, AuszeichnungChartplatzierungen (Jahr, Titel, Album, Platzierungen, Wochen, Auszeichnungen, Anmerkungen) | Höchstplatzierung, Gesamtwochen, AuszeichnungChartplatzierungen (Jahr, Titel, Album, Platzierungen, Wochen, Auszeichnungen, Anmerkungen) | Höchstplatzierung, Gesamtwochen, AuszeichnungChartplatzierungen (Jahr, Titel, Album, Platzierungen, Wochen, Auszeichnungen, Anmerkungen) | Anmerkungen                                                                           |
| Jahr | Titel Album                                      | DE | AT | CH | Anmerkungen                                                                           |
| ---- | ------------------------------------------------ | --- | --- | --- | ------------------------------------------------------------------------------------- |
| 2012 | 30° Grad #Geilon                                 | DE99 (1 Wo.)DE | — | — | Erstveröffentlichung: 27. Juli 2012                                                   |
| 2012 | Whatsapper #Geilon                               | DE86 (1 Wo.)DE | — | — | Erstveröffentlichung: 7. Dezember 2012                                                |
| 2013 | Yolo Übelst #Geilon                              | — | — | — | Erstveröffentlichung: 1. März 2013                                                    |
| 2013 | Schöne Mädchen #Geilon                           | DE87 (1 Wo.)DE | — | — | Erstveröffentlichung: 26. Juli 2013                                                   |
| 2013 | Fitti mitm Bart #Geilon                          | DE63 (2 Wo.)DE | — | — | Erstveröffentlichung: 13. September 2013                                              |
| 2013 | #futuretechnik Übelst #Geilon                    | — | — | — | Erstveröffentlichung: 18. Oktober 2013                                                |
| 2014 | Mama halblang Peace                              | — | — | — | Erstveröffentlichung: 29. August 2014                                                 |
| 2014 | Einhorn fang Peace                               | — | — | — | Erstveröffentlichung: 10. Oktober 2014                                                |
| 2015 | Drake hören und weinen –                         | — | — | — | Erstveröffentlichung: 4. Dezember 2015                                                |
| 2017 | Keine Macht den Drogen –                         | — | — | — | Erstveröffentlichung: 16. Juni 2017 feat. Katzenmaske                                 |
| 2017 | Bumm diggi –                                     | — | — | — | Erstveröffentlichung: 7. Juli 2017 feat. Fcksht Squad                                 |
| 2017 | Capri Capri –                                    | — | — | — | Erstveröffentlichung: 18. August 2017                                                 |
| 2018 | Schön mich zu sehen –                            | — | — | — | Erstveröffentlichung: 9. November 2018                                                |
| 2019 | Moini –                                          | — | — | — | Erstveröffentlichung: 15. März 2019                                                   |
| 2019 | Megalodon Autoscooter EP                         | — | — | — | Erstveröffentlichung: 19. Juli 2019                                                   |
| 2019 | Palme wedeln Autoscooter EP                      | — | — | — | Erstveröffentlichung: 11. Oktober 2019                                                |
| 2020 | Autoscooter Autoscooter EP                       | — | — | — | Erstveröffentlichung: 6. März 2020                                                    |
| 2020 | 1K Dank –                                        | — | — | — | Erstveröffentlichung: 11. Dezember 2020 feat. Buket                                   |
| 2021 | Model Graffiti                                   | — | — | — | Erstveröffentlichung: 19. Mäz 2021                                                    |
| 2021 | What a Girl Likes Graffiti                       | — | — | — | Erstveröffentlichung: 23. April 2021 feat. The BossHoss                               |
| 2021 | F.U.C.K. (Foxtrot Uniform Charlie Kilo) Graffiti | — | — | — | Erstveröffentlichung: 25. Juni 2021 feat. Jared Hasselhoff; Original: Bloodhound Gang |
| 2021 | Nur mit dir Graffiti                             | — | — | — | Erstveröffentlichung: 13. August 2021                                                 |

### Als Gastmusiker
| Jahr | Titel Album                                           | Höchstplatzierung, Gesamtwochen, AuszeichnungChartplatzierungen (Jahr, Titel, Album, Platzierungen, Wochen, Auszeichnungen, Anmerkungen) | Höchstplatzierung, Gesamtwochen, AuszeichnungChartplatzierungen (Jahr, Titel, Album, Platzierungen, Wochen, Auszeichnungen, Anmerkungen) | Höchstplatzierung, Gesamtwochen, AuszeichnungChartplatzierungen (Jahr, Titel, Album, Platzierungen, Wochen, Auszeichnungen, Anmerkungen) | Anmerkungen                                                                                                   |
| Jahr | Titel Album                                           | DE | AT | CH | Anmerkungen                                                                                                   |
| ---- | ----------------------------------------------------- | --- | --- | --- | --- |
| 2013 | 25 geil Tanz auf dem Vulkan                           | — | — | — | Erstveröffentlichung: 26. April 2013 Ronny Trettmann feat. MC Fitti                                           |
| 2013 | Kommt doch rein Bob Star – Das total abgedrehte Album | — | — | — | Erstveröffentlichung: 31. Mai 2013 Spongebob Schwammkopf feat. MC Fitti Original: Culcha Candela – Von allein |
| 2014 | #Hashtag Stricksocken Swagger                         | DE50 (2 Wo.)DE | AT63 (1 Wo.)AT | — | Erstveröffentlichung: 31. Januar 2014 Y-Titty feat. MC Fitti                                                  |
| 2016 | Lockmodul –                                           | — | — | — | Erstveröffentlichung: 5. August 2016 Alltag feat. MC Fitti                                                    |

## Musikvideos
| Jahr | Titel                                   | Regisseur(e)          |
| ---- | --------------------------------------- | --------------------- |
| 2012 | 30° Grad                                | MC Fitti              |
| 2013 | Yolo                                    | Kanzorra              |
| 2013 | #Geilon                                 | Jürgen Schmallop      |
| 2013 | Penn in der Bahn                        | Max Kähni             |
| 2013 | Schöne Mädchen                          | Murat Aslan           |
| 2013 | Vollgas                                 | Max Kähni             |
| 2013 | #Übelstweltraum                         | Max Seedorf           |
| 2013 | #Futuretechnik                          | Shan Blume            |
| 2013 | Fitti mitm Bart                         | Shan Blume            |
| 2013 | Schnelle Ponys                          | Max Kähni             |
| 2013 | Whatsapper                              | Golden Wolf           |
| 2014 | K.B.A.G.                                |                       |
| 2014 | #Hashtag                                | Pejwak Ghasryani      |
| 2014 | Dope Welt                               |                       |
| 2014 | Join th Revolution                      |                       |
| 2014 | Paradies aus Glas                       |                       |
| 2014 | Mama halblang                           |                       |
| 2014 | Einhorn fang                            |                       |
| 2015 | Smile                                   | Andreas Z. Simon      |
| 2015 | Drake hören und weinen                  |                       |
| 2017 | Capri Capri                             |                       |
| 2018 | Schön mich zu sehen                     | Shan Blume            |
| 2019 | Moini                                   | Danny Jungslund       |
| 2019 | Megalodon                               | David Aufdembrinke    |
| 2020 | Autoscooter                             | Sebastian Zimmerhackl |
| 2020 | Wein                                    | Ines Goebel           |
| 2020 | 1K Danke                                |                       |
| 2021 | Model                                   |                       |
| 2021 | F.U.C.K. (Foxtrot Uniform Charlie Kilo) |                       |

## Sonderveröffentlichungen

### Lieder
| Jahr | Titel Album                                           | Anmerkungen |
| ---- | ----------------------------------------------------- | --- |
| 2013 | Der Weg ist die Party Dritter Frühling                | Erstveröffentlichung: 2013 Vokalmatador feat. MC Fitti                                                                      |
| 2013 | Kommt doch rein Bob Star – Das total abgedrehte Album | Erstveröffentlichung: 8. März 2013 Spongebob Schwammkopf feat. MC Fitti; Original: Culcha Candela – Von allein              |
| 2013 | 25 geil Tanz auf dem Vulkan                           | Erstveröffentlichung: 10. Mai 2013 Ronny Trettmann feat. MC Fitti                                                           |
| 2013 | #Hashtag Stricksocken Swagger                         | Erstveröffentlichung: 23. August 2013 Y-Titty feat. MC Fitti                                                                |
| 2014 | K.B.A.G. Schlaflos                                    | Erstveröffentlichung: 17. Januar 2014 Jennifer Rostock feat. Madsen, MC Fitti, Grossstadtgeflüster & Feine Sahne Fischfilet |
| 2021 | Hände hoch Ertappt                                    | Erstveröffentlichung: 12. Februar 2021 Anton feat. MC Fitti                                                                 |

| Jahr | Titel Album          | Anmerkungen                                          |
| ---- | -------------------- | ---------------------------------------------------- |
| 2015 | Smile Dein Song 2015 | Erstveröffentlichung: 6. März 2015 mit Lotte Häusler |

### Videoalben
| Jahr | Titel Musiklabel                           | Anmerkungen                                                                         |
| ---- | ------------------------------------------ | ----------------------------------------------------------------------------------- |
| 2013 | Übelst #Geilon – DVD Styleheads Music (GA) | Erstveröffentlichung: 6. Dezember 2013 Bonus-DVD; Teil von #Geilon (Deluxe-Version) |

## Statistik

### Chartauswertung
|                     | DE    | AT    | CH    |
| ------------------- | ----- | ----- | ----- |
| Nummer-eins-Alben   | DE—DE | AT—AT | CH—CH |
| Top-10-Alben        | DE2DE | AT—AT | CH—CH |
| Alben in den Charts | DE2DE | AT—AT | CH—CH |

|                       | DE    | AT    | CH    |
| --------------------- | ----- | ----- | ----- |
| Nummer-eins-Singles   | DE—DE | AT—AT | CH—CH |
| Top-10-Singles        | DE—DE | AT—AT | CH—CH |
| Singles in den Charts | DE5DE | AT1AT | CH—CH |